# Bélgica en los Juegos Olímpicos de Sankt Moritz 1948
Bélgica estuvo representada en los Juegos Olímpicos de Sankt Moritz 1948 por un total de 11 deportistas que compitieron en 4 deportes.  
El portador de la bandera en la ceremonia de apertura fue el deportista de bobsleigh Max Houben.

## Medallistas
El equipo olímpico belga obtuvo las siguientes medallas:
| Nombre                                                        | Deporte            | Competición |
| ------------------------------------------------------------- | ------------------ | ----------- |
| Oro                                                           |                    |             |
| Micheline Lannoy Pierre Baugniet                              | Patinaje artístico | Parejas     |
| Plata                                                         |                    |             |
| Max Houben Freddy Mansveld Louis-Georges Niels Jacques Mouvet | Bobsleigh          | Cuádruple M |
| Bronce                                                        |                    |             |
| —                                                             |                    |             |